# Sandro Petraglia
Sandro Petraglia (Roma, 19 aprile 1947) è uno sceneggiatore, regista e critico cinematografico italiano, vincitore di cinque David di Donatello, quattro Nastri d'argento e cinque Ciak d'oro.

## Biografia
Sandro Petraglia ha cominciato a lavorare come critico cinematografico sulla rivista Cinema Sessanta. Successivamente ha scritto su Ombre Rosse, La Rivista del Cinematografo e Sipario, e ha pubblicato tre saggi su tre registi: Pier Paolo Pasolini nel 1974, Andrej Tarkovskij nel 1976 e Nagisa Oshima nel 1977.
Nel 1978, da Feltrinelli, è uscita una sua lettura in moviola del film L'enigma di Kaspar Hauser, con un saggio sul cinema di Werner Herzog. Nel 1975, con Silvano Agosti, Marco Bellocchio e Stefano Rulli ha dato vita a un gruppo di cinema indipendente, firmando in co-regia Matti da slegare e La macchina cinema.
Ha poi partecipato come sceneggiatore alla riduzione per lo schermo de Il gabbiano di Anton Čechov, e ha compiuto una breve esperienza come aiuto regista sul set di Marcia trionfale di Marco Bellocchio. È stato per alcuni anni documentarista. La sua prima sceneggiatura, Bianca di Nanni Moretti, è del 1983. In seguito ha scritto alcuni dei maggiori successi televisivi e cinematografici italiani, tra cui la serie La piovra, lavorando per registi come Nanni Moretti (La messa è finita), Marco Risi (Mery per sempre e Il muro di gomma), Daniele Luchetti (Il portaborse e La scuola) e molti altri. Nel 1997 riceve il Premio Flaiano per la sceneggiatura per il lavoro svolto insieme a Rulli. Dopo aver curato le sceneggiature di grandi successi come Romanzo criminale e Mio fratello è figlio unico, nel 2012 ha scritto con Stefano Rulli Romanzo di una strage, film che ripercorre i fatti di Piazza Fontana, diretto da Marco Tullio Giordana.

## Filmografia

### Documentarista
- Nessuno o tutti, co-diretto con Silvano Agosti, Marco Bellocchio, Stefano Rulli (1976)
- Matti da slegare co-diretto con Silvano Agosti, Marco Bellocchio e Stefano Rulli (1976)
- La macchina cinema co-diretto con Silvano Agosti, Marco Bellocchio e Stefano Rulli (1978)
- Il mondo dentro (1979)
- Il pane e le mele co-diretto con Stefano Rulli (1980)
- Settecamini da Roma co-diretto con Stefano Rulli (1981)
- Gran serata futurista (1981)
- Lunario d'inverno co-diretto con Stefano Rulli (1982)

### Sceneggiatore

#### Cinema
- Il gabbiano, regia di Marco Bellocchio (1978)
- Bianca, regia di Nanni Moretti (1983)
- La messa è finita, regia di Nanni Moretti (1984)
- Dolce assenza, regia di Claudio Sestieri (1985)
- Giulia e Giulia, regia di Peter Del Monte (1986)
- Etoile, regia di Peter Del Monte (1988)
- Mery per sempre, regia di Marco Risi (1989)
- Domani accadrà, regia di Daniele Luchetti (1989)
- Pummarò, regia di Michele Placido (1990)
- Il muro di gomma, regia di Marco Risi (1991)
- Il portaborse, regia di Daniele Luchetti (1991)
- Il ladro di bambini, regia di Gianni Amelio (1992)
- Ambrogio, regia di Wilma Labate (1992)
- Arriva la bufera, regia di Daniele Luchetti (1993)
- Fiorile, regia di Paolo e Vittorio Taviani (1993)
- Il toro, regia di Carlo Mazzacurati (1994)
- Poliziotti, regia di Giulio Base (1995)
- La scuola, regia di Daniele Luchetti (1995)
- Pasolini, un delitto italiano, regia di Marco Tullio Giordana (1995)
- Vesna va veloce, regia di Carlo Mazzacurati (1996)
- La mia generazione, regia di Wilma Labate (1996)
- La tregua, regia di Francesco Rosi (1997)
- Marianna Ucrìa, regia di Roberto Faenza (1997)
- Auguri professore, regia di Riccardo Milani (1997)
- Messaggi quasi segreti, regia di Valerio Jalongo (1998)
- I piccoli maestri, regia di Daniele Luchetti (1998)
- La guerra degli Antò, regia di Riccardo Milani (1999)
- L'amante perduto, regia di Roberto Faenza (1999)
- Domenica, regia di Wilma Labate (2001)
- La meglio gioventù, regia di Marco Tullio Giordana (2003)
- Le chiavi di casa, regia di Gianni Amelio (2004)
- Quando sei nato non puoi più nasconderti, regia di Marco Tullio Giordana (2005)
- Romanzo criminale, regia di Michele Placido (2005)
- Mio fratello è figlio unico, regia di Daniele Luchetti (2007)
- La ragazza del lago , regia di Andrea Molaioli (2007)
- Piano, solo, regia di Riccardo Milani (2007)
- Un giorno perfetto, regia di Ferzan Özpetek (2008)
- La prima linea, regia di Renato De Maria (2009)
- La nostra vita, regia di Daniele Luchetti (2010)
- Romanzo di una strage, regia di Marco Tullio Giordana (2012)
- Educazione siberiana, regia di Gabriele Salvatores (2012)
- Anni felici, regia di Daniele Luchetti (2013)
- Suburra, regia di Stefano Sollima (2015)
- Non c'è più religione, regia di Luca Miniero (2016)
- Io sono Tempesta, regia di Daniele Luchetti (2018)
- L'ombra di Caravaggio, regia di Michele Placido (2022)
- Il nibbio, regia di Alessandro Tonda (2025)

#### Televisione
- I veleni dei Gonzaga, regia di Vittorio De Sisti – film TV (1985)
- Mino, regia di Gianfranco Albano – miniserie TV (1986)
- Attentato al Papa, regia di Giuseppe Fina – miniserie TV (1986)
- La piovra 3, regia di Luigi Perelli – miniserie TV (1987)
- La piovra 4, regia di Luigi Perelli – miniserie TV (1989)
- Una vittoria, regia di Luigi Perelli – film TV (1988)
- La piovra 5 - Il cuore del problema, regia di Luigi Perelli – miniserie TV (1990)
- I misteri della giungla nera, regia di Kevin Connor – miniserie TV (1991)
- Felipe ha gli occhi azzurri – serie TV, 5 episodi (1992-1993)
- La piovra 6 - L'ultimo segreto, regia di Luigi Perelli – miniserie TV (1992)
- Michele alla guerra, regia di Franco Rossi – film TV (1994)
- Don Milani - Il priore di Barbiana, regia di Andrea Frazzi e Antonio Frazzi – miniserie TV (1997)
- Più leggero non basta, regia di Elisabetta Lodoli – film TV (1998)
- La vita che verrà, regia di Pasquale Pozzessere – miniserie TV (1999)
- Come l'America, regia di Andrea Frazzi e Antonio Frazzi – miniserie TV (2001)
- Compagni di scuola – serie TV, 26 episodi (2001)
- Perlasca - Un eroe italiano, regia di Alberto Negrin – miniserie TV (2002)
- La omicidi, regia di Riccardo Milani – miniserie TV (2004)
- Cefalonia, regia di Riccardo Milani – miniserie TV (2005)
- Padri e figli, regia di Gianfranco Albano e Gianni Zanasi – miniserie TV (2005)
- 'O professore, regia di Maurizio Zaccaro – miniserie TV (2007)
- Volare - La grande storia di Domenico Modugno, regia di Riccardo Milani – miniserie TV (2013)
- Braccialetti rossi – serie TV, 19 episodi (2014-2016)
- Questo è il mio paese, regia di Michele Soavi – miniserie TV (2015)
- La guerra è finita, regia di Michele Soavi – miniserie TV (2020)
- Un professore – serie TV (2021-in corso)
- Noi – serie TV (2022)
- Il conte di Montecristo (Le Comte de Monte-Cristo), regia di Bille August – miniserie TV (2025)

## Riconoscimenti
- David di Donatello
  - 1984 - Candidatura a migliore sceneggiatura per Bianca
  - 1986 - Candidatura a migliore sceneggiatura per La messa è finita
  - 1991 - Migliore sceneggiatura per Il portaborse
  - 1992 - Candidatura a migliore sceneggiatura per Il ladro di bambini e Il muro di gomma
  - 1997 - Candidatura a migliore sceneggiatura per La tregua
  - 2004 - Migliore sceneggiatura per La meglio gioventù
  - 2005 - Candidatura a migliore sceneggiatura per Le chiavi di casa
  - 2006 - Migliore sceneggiatura per Romanzo criminale
  - 2007 - Migliore sceneggiatura per Mio fratello è figlio unico
  - 2008 - Migliore sceneggiatura per La ragazza del lago
  - 2011 - Candidatura a migliore sceneggiatura per La nostra vita
  - 2012 - Candidatura a migliore sceneggiatura per Romanzo di una strage
- Nastro d'argento
  - 1992 - Candidatura a migliore sceneggiatura per Il portaborse
  - 1993 - Migliore sceneggiatura per Il ladro di bambini
  - 1996 - Candidatura a migliore sceneggiatura per La scuola
  - 2004 - Migliore sceneggiatura per La meglio gioventù
  - 2005 - Candidatura a migliore sceneggiatura per Le chiavi di casa
  - 2006 - Candidatura a migliore sceneggiatura per Romanzo criminale
  - 2008 - Migliore sceneggiatura per La ragazza del lago e Mio fratello è figlio unico
  - 2010 - Candidatura a migliore sceneggiatura per La nostra vita
  - 2012 - Migliore sceneggiatura per Romanzo di una strage
  - 2014 - Candidatura a migliore sceneggiatura per Anni felici
- Ciak d'oro
  - 1986 – Migliore sceneggiatura per La messa è finita[1]
  - 1990 - Candidatura a migliore sceneggiatura per Mery per sempre
  - 1992 – Migliore sceneggiatura per Il portaborse[1]
  - 1993 – Migliore sceneggiatura per Il ladro di bambini
  - 2005 – Migliore sceneggiatura per Le chiavi di casa[2]
  - 2008 – Migliore sceneggiatura per La ragazza del lago[3]
- Globo d'oro
  - Globo d'oro alla Migliore sceneggiatura 1997 per Marianna Ucrìa
  - Globo d'oro alla Migliore sceneggiatura 2004 per La meglio gioventù
  - Globo d'oro alla Migliore sceneggiatura 1997 per La ragazza del lago